# Cottbus kerület

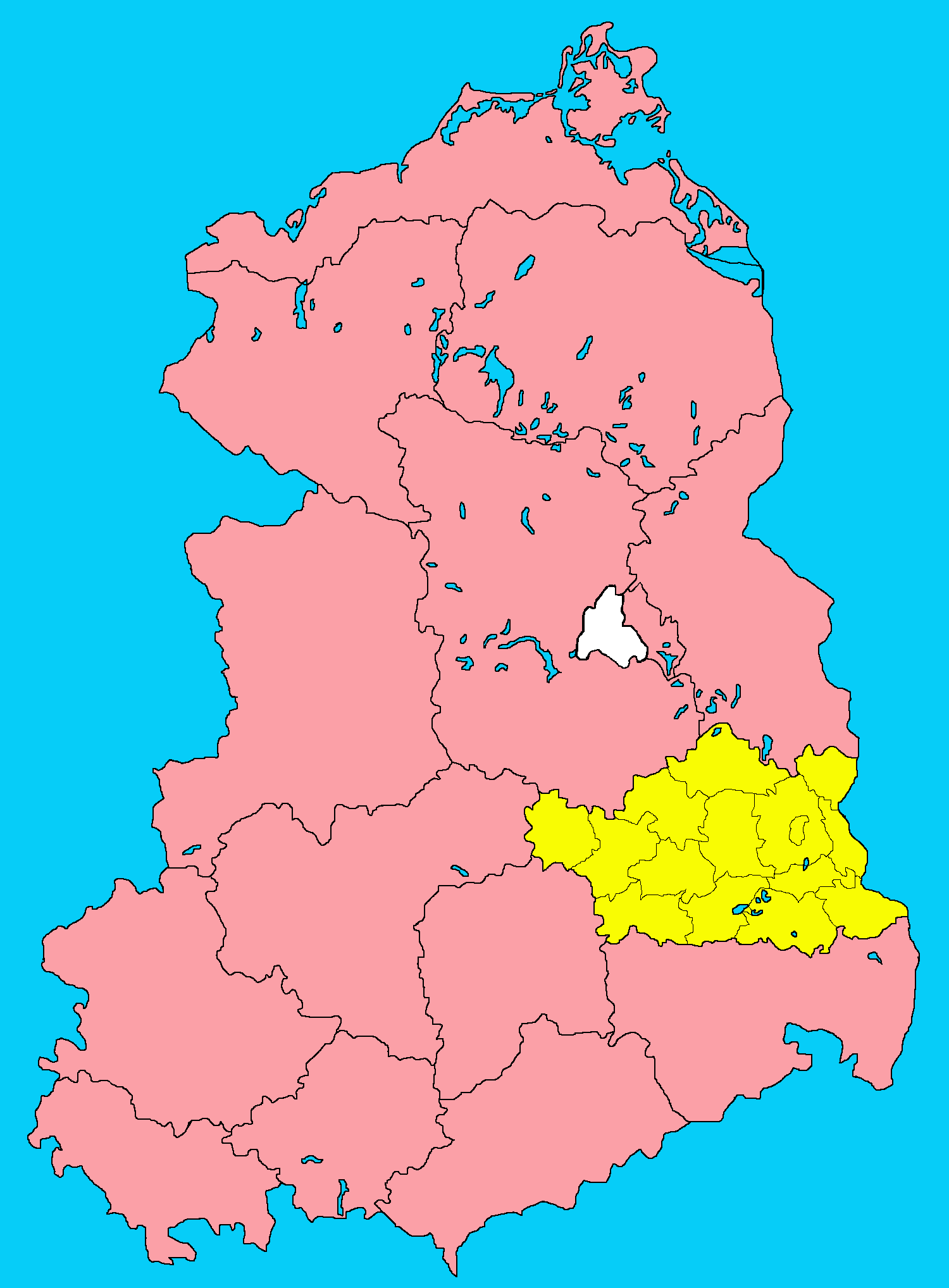
A Cottbus kerület

A Cottbus kerület, ném.: Bezirk Cottbus a Német Demokratikus Köztársaság egyik közigazgatási egysége, melyet 1952-ben hoztak létre, a korábbi tartományok megszüntetése után, mint a 14 új kelet-német kerület egyike. Magába foglalta a korábbi Brandenburg déli vidékeit, valamint Szász-Anhalt tartomány Jessen, Herzberg és Bad Liebenwerda körzeteit.

## Általános adatok
| Közigazgatási központ: | Cottbus        |
| Területe:              | 8262 km²       |
| Lakosság:              | 884 700 (1989) |
| Rendszámtáblakód:      | Z              |

## Közigazgatási beosztása
1954. március 1. után a kerület a Cottbus városi körzeten kívül a következő körzeteket foglalta magába:
1. Bad Liebenwerda körzet
2. Calau körzet (szorbul: Wokrejs Kalawa)
3. Cottbus-Land körzet (szorb.: Wokrejs Chośebuz)
4. Finsterwalde körzet
5. Forst körzet (szorb.: Wokrejs Baršć)
6. Guben körzet (szorb.: Wokrejs Gubin)
7. Herzberg körzet
8. Hoyerswerda körzet (szorb.: Wokrjes Wojerecy)
9. Jessen körzet
10. Luckau körzet
11. Lübben körzet (szorb.: Wokrejs Lubin)
12. Senftenberg körzet (szorb.: Wokrejs Zły Komorow)
13. Spremberg körzet (szorb.: Wokrejs Grodk)
14. Weißwasser körzet (szorb.: Wokrjes Běła Woda)

## A kerületet vezető párttitkárok
- 1952–1953 Franz Bruk (1923–1996)
- 1953–1969 Albert Stief (1920–1998)
- 1969–1989 Werner Walde (1926–)
- 1989–1990 Wolfgang Thiel (1948–)

## Fordítás
- Ez a szócikk részben vagy egészben  a   Bezirk Cottbus című német Wikipédia-szócikk ezen változatának fordításán alapul.  Az eredeti cikk szerkesztőit annak laptörténete sorolja fel. Ez a jelzés csupán a megfogalmazás eredetét és a szerzői jogokat jelzi, nem szolgál a cikkben szereplő információk forrásmegjelöléseként.